# Marca (tidning)
Marca är en spansk daglig sporttidning som ägs av Unidad Editorial. Tidningen fokuserar i första hand på fotboll och i synnerhet händelser rörande  Real Madrid. Den har en daglig läsarkrets på över 2,5 miljoner, vilket är den högsta i Spanien för en dagstidning.

## Historia
Marca grundades 21 december 1938 i San Sebastián under höjden av spanska inbördeskriget. Dess första redaktör var Manuel Fernández Cuesta. Den 3 september 1987 blev Luis Infante redaktör för tidningen. Punto Editorial SA var den ursprungliga ägaren av tidningen innan Espacio Editorial, senare Recoletos, köpte upp tidningen 1984. Företaget slogs ihop med Unedisa 2007 och bildade Unidad Editorial som ägare av Marca.
I februari 2001 startade dygnet runt-radiostationen Radio Marca. Under 2010 lanserades TV-kanalen MARCA TV, vilken dock lades ned 2013.